# Gilson Tavares
Gilson Benchimol Tavares (ur. 29 grudnia 2001 w Prai) – kabowerdyjski piłkarz grający na pozycji napastnika. Od 2020 jest zawodnikiem klubu GD Estoril Praia.

## Kariera klubowa
Swoją piłkarską karierę Semedo rozpoczynał w juniorach takich klubów jak: SF Damaiense (2009-2012), CR Foot (2012-2014), Linda-a-Velha (2014-2015), Real SC (2015-2016), ponownie SF Damaiense (2016-2020) i GD Estoril Praia (2020-2021). W 2021 roku został zawodnikiem pierwszego zespołu Estoril Praia.

## Kariera reprezentacyjna
W reprezentacji Republiki Zielonego Przylądka Tavares zadebiutował 10 października 2020 w przegranym 1:2 towarzyskim meczu z Gwineą, rozegranym w São João da Venda. W 2022 roku został powołany do kadry na Puchar Narodów Afryki 2021. Na tym turnieju nie rozegrał żadnego meczu.